# Ökologische Aquakultur
Ökologische Aquakultur ist die kontrollierte Nachzucht und Aufzucht von Fischen und anderen Wassertieren in Aquafarmen unter ökologischen Aspekten. Die ökologische Aquakultur ist ein recht junges Segment der Bio-Lebensmittel-Branche.

## Entwicklung
Die ökologische Aquakultur entstand in Europa Anfang der 1990er Jahre durch die Entwicklung spezieller Richtlinien einzelner Anbauverbände wie Naturland. Angeregt wurde die ökologische Aquakultur in Deutschland und Österreich von Ökolandwirten, die für den Bereich Aquakultur eine adäquate Qualitätssicherung verlangten. In einigen EU-Staaten wie Frankreich, Dänemark und Irland wurde im Laufe der Jahre eine nationale Gesetzgebung zur ökologischen Aquakultur eingeführt. Die im Jahre 2009 erlassene  EU-Kommissionsverordnung 710/2009 führte zu einer Vereinheitlichung der Regeln.
In Europa sind es vor allem Tiere wie Lachs, Forelle, Karpfen etc. aber auch Austern, die in der Ökoaquakultur eine größere Bedeutung haben. Die Vorschriften der Durchführungsverordnung schließen neben Fisch auch die Produktion von Muscheln, Schnecken- und Krebstieren sowie Stachelhäutern ein. Somit sind auch Aquakulturarten geregelt, die in Europa bislang nicht von Bedeutung sind, wie beispielsweise Shrimps.

## Bewirtschaftung
In der ökologischen Aquakultur wachsen die Fische in naturbelassenen Gewässern heran.  Geschlossene Kreislaufanlagen sind in der ökologischen Fischproduktion verboten. Mindestens die Hälfte der Nahrung stammt aus der Eigenproduktion der Gewässer (Kleinkrebse, Insektenlarven, Algen und anderes). Der Rest der Nahrung stammt aus anerkannter ökologischer Landwirtschaft.
Ein Forschungsprojekt unterstützte Karpfenzüchter bei der Umstellung von konventioneller Teichwirtschaft auf die Erzeugung nach ökologischen Maßstäben.
Besonders wichtig ist die ökologische Aquakultur in der Shrimps-Produktion. Der sensible Lebensraum Mangrovenwälder wird an vielen tropischen Küsten zur Anlage großflächiger konventioneller Teichanlagen zerstört. Auch die Wasserqualität wird durch Überdüngung und den Einsatz von Antibiotika massiv beeinträchtigt. Um die Mangrovenwälder zu schützen, gibt es in Ecuador Pilotprojekte von Naturland in Zusammenarbeit mit der Deutschen Gesellschaft für technische Zusammenarbeit mbH (GTZ) zur ökologischen Shrimps-Produktion.

## Problempunkt Futtermittel
Die Richtlinien für ökologische Aquakultur, lassen sich wie folgt unterteilen: Vorgaben für die Produzenten, Anforderungen an das Produkt und Bestimmungen an die Futtermittel, gemäß EU-Öko-Verordnung. Hinsichtlich der Futtermittel ist es vorgeschrieben, dass Bio-Fisch und als biologisch zertifizierte Meeresfrüchte nur Fischfutter aus Fischen erhalten, die für den menschlichen Verzehr gefangen wurden. Außerdem sollen die im Futter enthaltenen, tierischen Zutaten aus einer als nachhaltig zertifizierten Fischerei stammen.
Anteilig kommt auch bei ökologischer Aquakultur nach wie vor Fischmehl zum Einsatz. Die tierischen Bestandteile in proteinhaltigem Futter könnten jedoch auch auf andere Art gedeckt werden, beispielsweise durch Insekten oder Insektenlarven. Unter anderem forscht das Leibniz-Institut für Gewässerökologie und Binnenfischerei zu dem Thema und konnte erste Ergebnisse zu den Auswirkungen unterschiedlicher Fütterungsbestandteile vorlegen. Zu den Insektenarten, die als Fischmehlersatz bereits Verwendung finden, zählt die Schwarzen Soldatenfliege (Hermetia illucens), von der Forscher sich erhoffen, sie könne als nachhaltiges Futtermittel mit dauerhafter Verfügbarkeit, so verarbeitet und angeboten werden, dass sie in großem Stil eingesetzt werden.
Erste Studienergebnisse konnten bei Fischen, die mit Fischmehl gefüttert werden, im Vergleich zu Fischen deren Futtermittel einen entsprechenden Insektenanteil hat, größere Mengen von Cortisol im Blut nachweisen. Die mit Insektenmehl gefütterten Fische scheinen also resistenter gegen Stress zu sein.
Ob diese Alternative in Kombination mit ökologischer Aquakultur möglich wäre, ist aktuell jedoch noch ungewiss.